# Lee Kang-seok
Lee Kang-seok (hanja: 李康奭; Uijeongbu, 28 febbraio 1985) è un pattinatore di velocità su ghiaccio sudcoreano.

## Palmarès

### Olimpiadi
- Bronzo a Torino 2006 nei 500 metri.

### Mondiali - Sprint
- Oro a Salt Lake City 2007 nei 500 metri.
- Oro a Vancouver 2009 nei 500 metri.
- Argento a Obihiro 2010.

### Universiadi
- Oro a Torino 2007 nei 500 metri.
- Oro a Harbin 2009 nei 100 metri.
- Oro a Harbin 2009 nei 500 metri.
- Argento a Torino 2007 nei 1000 metri.
- Bronzo a Innsbruck 2005 nei 500 metri.
- Bronzo a Harbin 2009 nei 1000 metri.

### Giochi asiatici
- Oro a Changchun 2007 nei 500 metri.
- Argento a Astana-Altamy 2011 nei 500 metri.
- Bronzo a Changchun 2007 nei 100 metri.